# 澳門巴士7路線 (第一代)
澳門巴士7路線是一條已取消的巴士路線，由澳巴經營，往返祐漢第二街和媽閣的巴士路線。

## 簡介及歷史
- 本線是澳門其中一條開辦較久的路線，1979年7月4日開辦(同時還開辦了6、8路線)。在新福利未成立前，已由福利公司營運，亦是澳門最早期使用小型巴士行走的3條路線之一。早期路線如下：

起點站為現時鄰近祐漢第一街的祐漢新邨總站，途經關閘橫路、提督馬路、雅廉訪馬路、俾利喇街、高士德馬路、提督馬路、海邊新街、巴索打爾古街、河邊新街、媽閣總站、河邊新街、巴索打爾古街、海傍街、提督馬路、白朗古將軍街、筷子基口、青洲馬路、關閘橫路，最後返回祐漢新邨總站。
- 在90年代尖峰時段，班次最密為每1分鐘一班，曾為全澳最密的巴士路線。
- 1995年，祐漢總站分拆，本線改於祐漢第一街設總站。
- 1998年，當年澳門東北區快速發展，新福利在7路線的基礎上，開設了7A路線。但由於路線未經當時澳葡政府工務運輸司批准開設，在開設後數個月就停駛。
- 2001年，配合祐漢區道路重整，祐漢第一街反向行車，總站遷至今址。
- 本線原另外設有一條7短線往返於祐漢第二街和南灣／羅保博士街，於2009年4月26日，澳門特區政府交通事務局實施第二階段巴士路線調整時取消[2]。
- 2009年4月26日，因第二階段巴士路線調整，新一代7A路線開辦，往返東方明珠總站至亞馬喇前地。
- 2010年8月21日起，交通事務局檢討實施三個月的新馬路公交專道後，為避免所有巴士集中在永亨銀行外之巴士站上落客導致互相阻礙，本路線取消停靠永亨銀行門外之巴士站，改為停靠設於金碧文娛中心外的新巴士站[3]。
- 2011年8月1日，本線改由澳門公共汽車有限公司獨立經營。
- 2015年6月6日，因拱形馬路道路工程，臨時單向行車，本線臨時繞經巴波沙大馬路、台山中街，臨時取消停靠「拱形馬路」站，臨時改停靠「關閘馬路／三角花園」站。
- 2015年10月，拱形馬路工程完成，臨時措施改為永久，「拱形馬路」巴士站正式取消。
- 2016年3月19日，因調整白朗古將軍大馬路周邊路段的行車安排，本線不停靠「提督馬路／白朗古」站，行駛路線改為原線至雅廉訪大馬路，改經沙梨頭新街、飛喇士街至白朗古將軍大馬路後再按原線行駛。改為停靠設於飛喇士街的“筷子基衛生中心”站。[4]
- 2016年4月23日，往祐漢第二街方向：由「媽閣總站」開出後，取消停靠“媽閣廟前地”站、“河邊新街／媽閣”站，改為停靠「河邊新街／凱泉灣」站。[5]
- 2016年11月5日，因重整祐漢區巴士站點分佈及路線行程，本線往媽閣取消停靠「祐漢公園」站。[6]
- 2016年11月25日，取消停靠“西墳馬路”站。[7]
- 2016年12月2日，本線取消停靠「東曦閣」站。[8]
- 2016年12月7日，本線新增停靠「高美士中葡中學」站。[9]
- 2017年4月9日，本線將與7A路線合併，並改為往返東方明珠街及城市日前地，不再行經祐漢第二街及新馬路至媽閣一段。[10]此舉令市民提起較早前一系列影響下環居民的改動，包括取消「媽閣廟前地」站令居民需步行一段較長的路前往凱泉灣乘車、取消該區唯一前往山頂醫院的6B路線的週末服務、延伸前往離島的快線MT4路線至關閘令下環居民無法登車等，使下環區一帶居民公交出行變得更為艱難。[11]

## 使用車輛

### 福利時期
日產 Civilian小巴

### 新福利時期

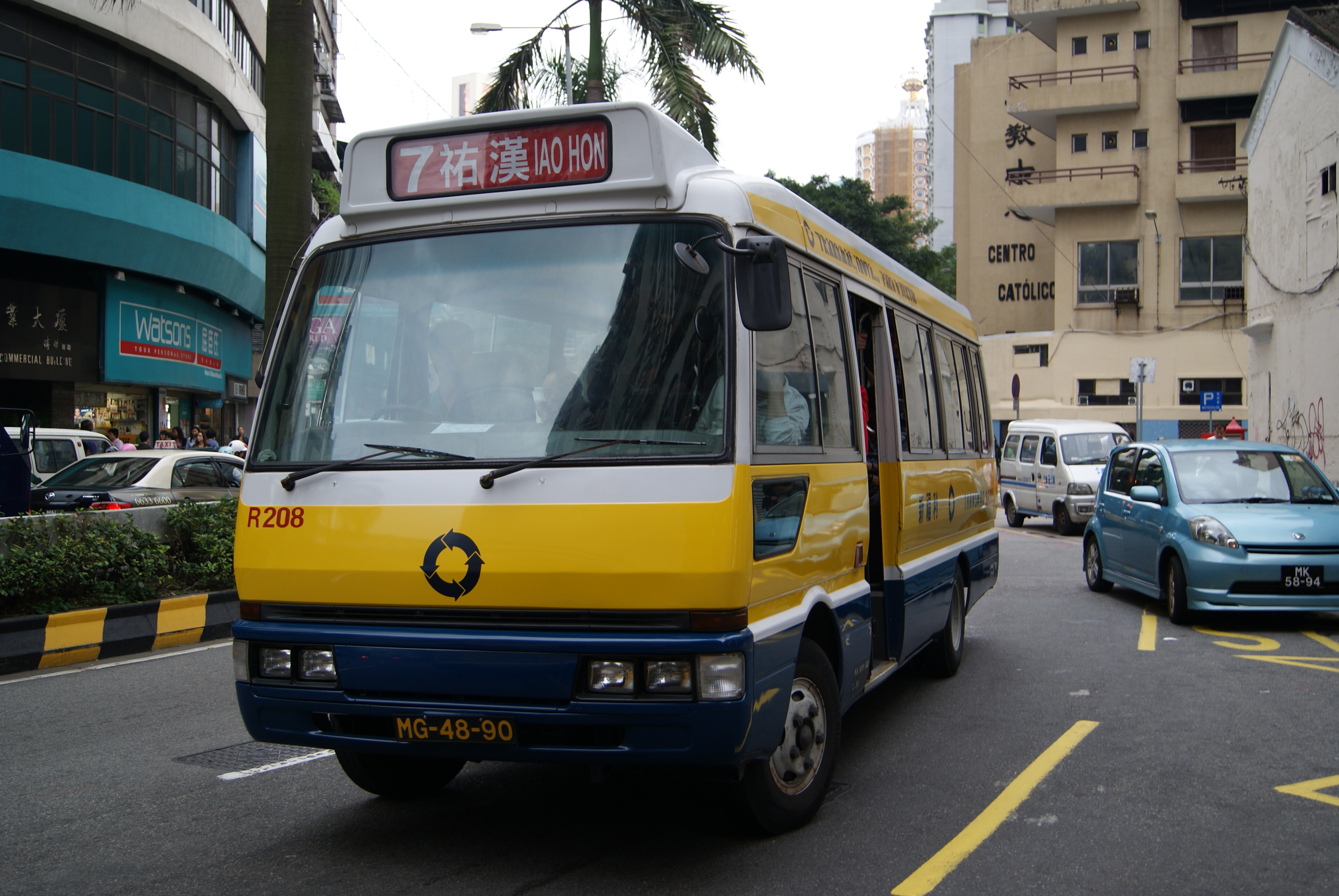
三菱Rosa
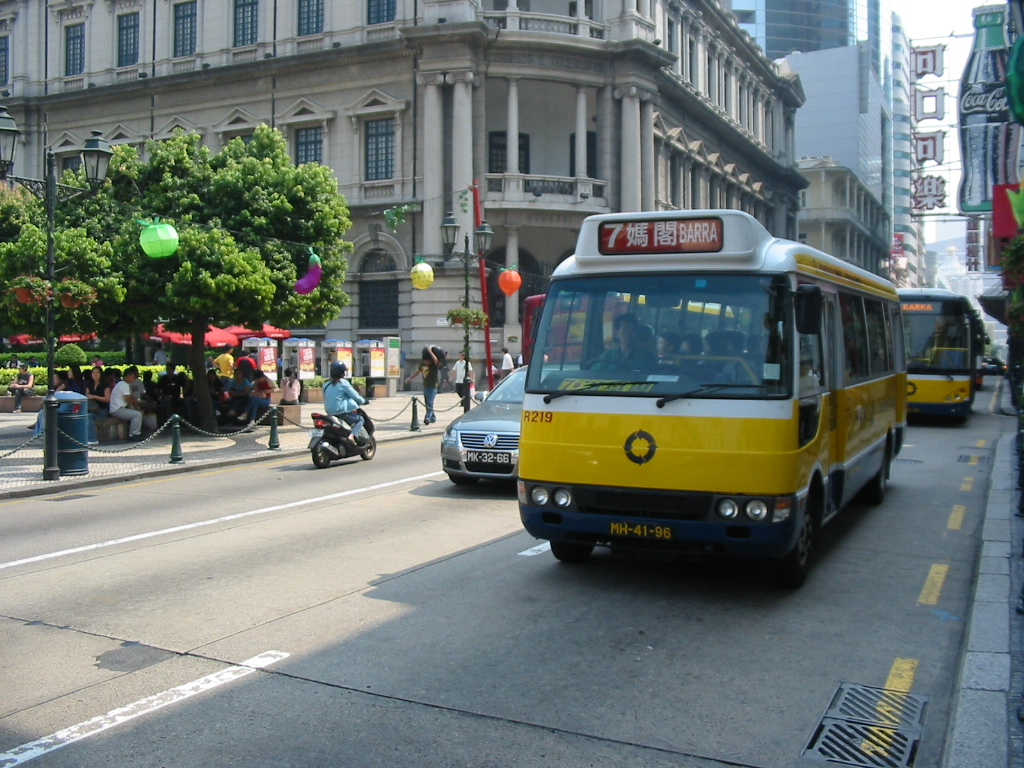
三菱Rosa
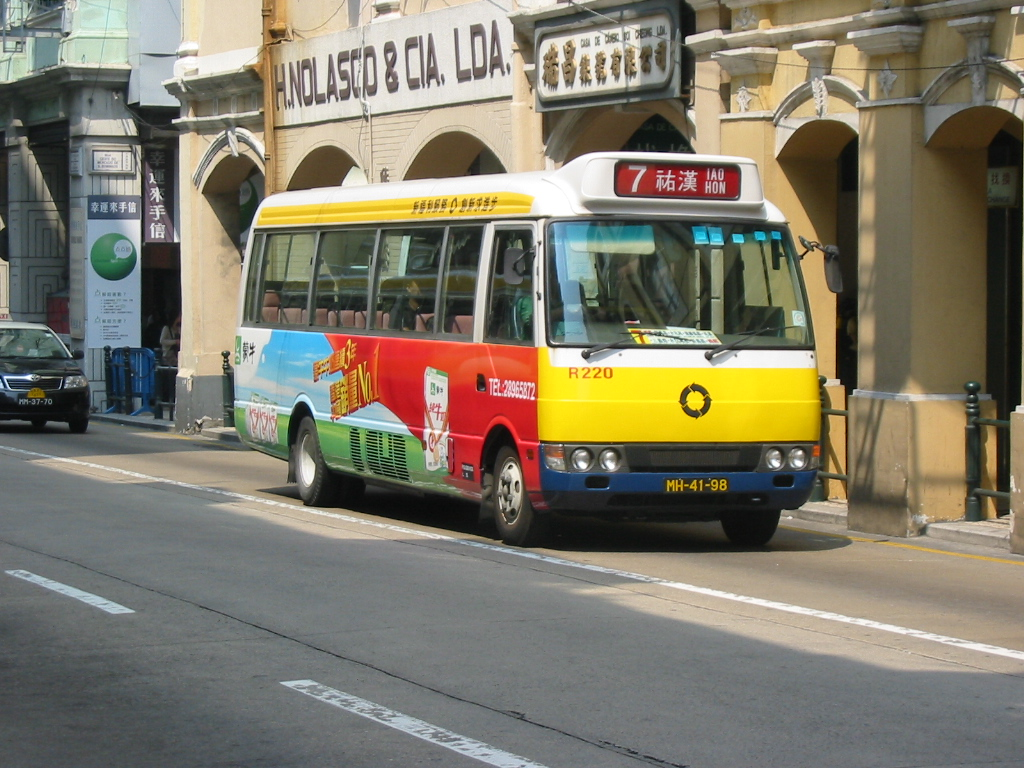
三菱Rosa
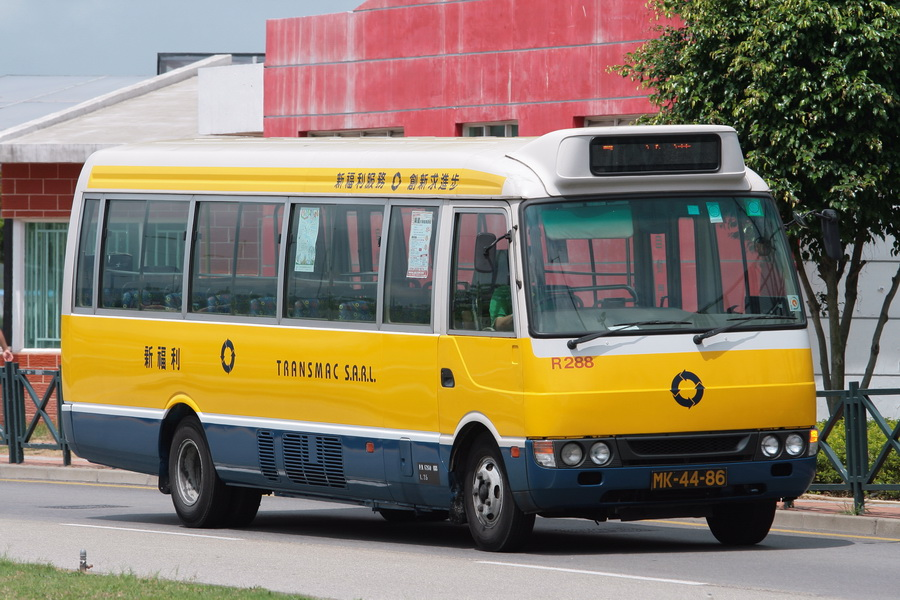
三菱Rosa

- 平治O814型巴士曾一度在本線行駛。

### 澳巴時期

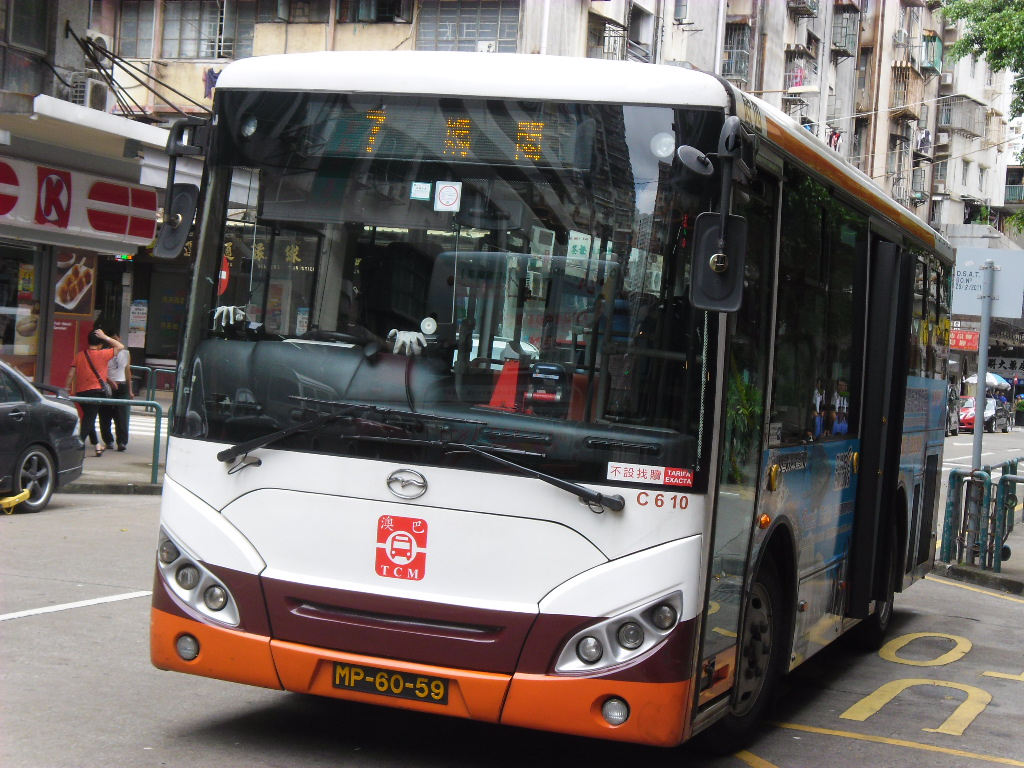
五州龍FDG6751G
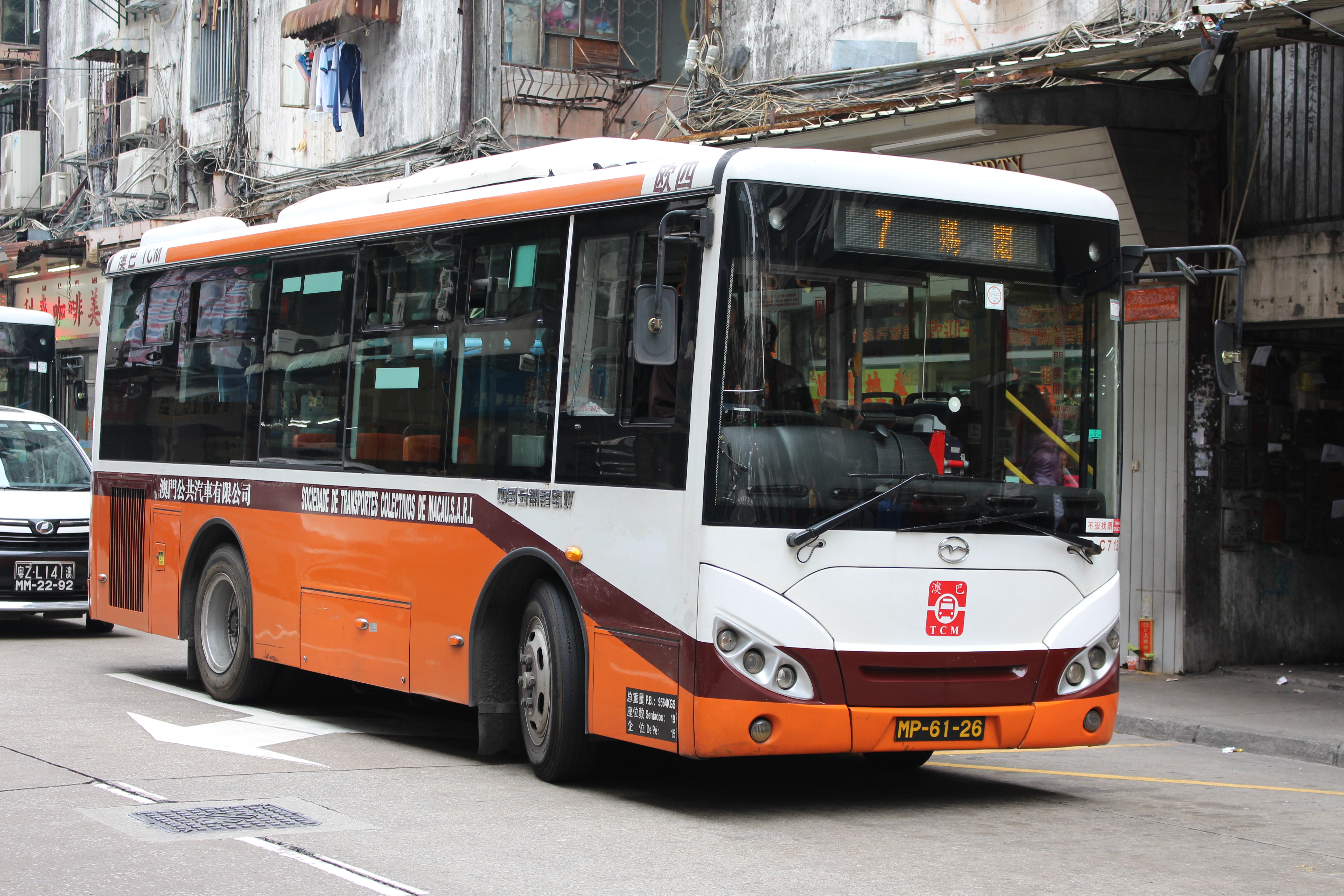
五洲龍FDG6751G

## 路線資料

### 收費
| 收費類別 | 收費類別 | 費用 |
| -------- | -------- | ---- |
| 現金     | 現金     | $3.2 |
| 澳門通   | 全民卡   | $2.0 |
| 澳門通   | 學生卡   | $1.0 |
| 澳門通   | 長者卡   | $0.3 |
| 澳門通   | 殘疾卡   | $0.3 |

- 澳門通IC卡月票適用。

### 服務時間及班距
| 服務時間   | 每天        |
| ---------- | ----------- |
| 祐漢第二街 | 06:15-23:50 |
| 媽閣總站   | 06:25-00:10 |
| 班距       | 6-8分鐘     |

### 路線停站

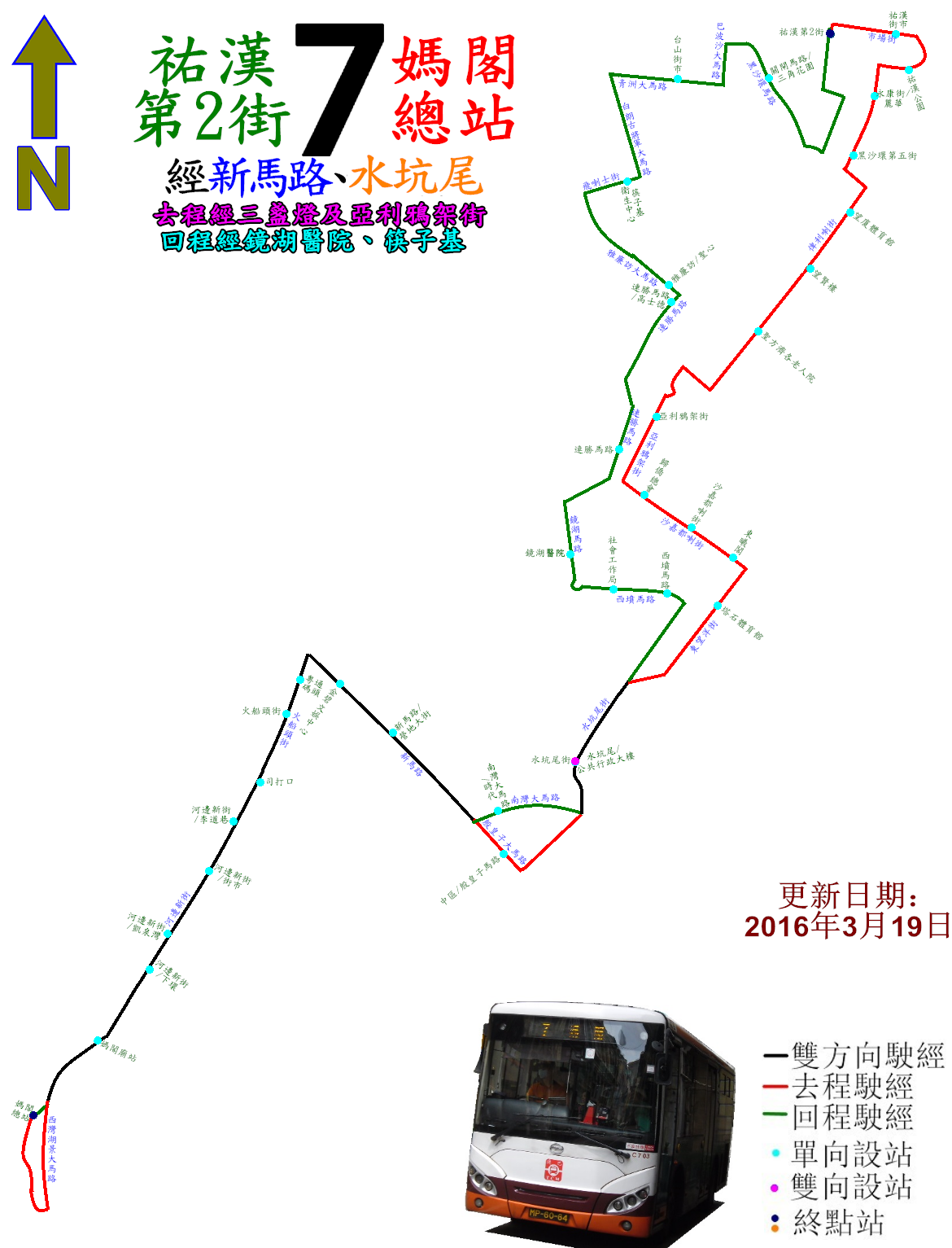
此線的走線圖

| 7    | 祐漢第二街 ←→ 媽閣 | 祐漢第二街 ←→ 媽閣 |
| 編號 | 往程               | 返程               |
| 1    | 祐漢第二街         | 媽閣總站           |
| 2    | 祐漢街市           | 河邊新街／凱泉灣   |
| 3    | 永康街／麗華       | 河邊新街／李道巷   |
| 4    | 黑沙環第五街       | 火船頭街           |
| 5    | 望廈體育館         | 新馬路／大豐       |
| 6    | 望賢樓             | 南灣大馬路／時代   |
| 7    | 聖方濟各老人院     | 水坑尾街           |
| 8    | 亞利鴉架街         | 高美士中葡中學     |
| 9    | 歸僑總會           | 社會工作局         |
| 10   | 沙嘉都喇街         | 鏡湖醫院           |
| 11   | 塔石廣場           | 連勝馬路           |
| 12   | 水坑尾／方圓廣場   | 連勝馬路／高士德   |
| 13   | 中區／殷皇子馬路   | 雅廉訪／聖心       |
| 14   | 金碧文娛中心       | 筷子基衛生中心     |
| 15   | 粵通碼頭           | 台山街市           |
| 16   | 司打口             | 關閘馬路／三角花園 |
| 17   | 河邊新街／街市     | 祐漢第二街         |
| 18   | 河邊新街／下環     |                    |
| 19   | 媽閣廟站           |                    |
| 20   | 媽閣總站           |                    |

## 意外
2009年8月17日中午12時左右，一輛7路線三菱Rosa中巴行經連勝馬路近竹林寺時，車頂突然傳出巨響，車長停車了解情況，發現地上有兩小塊石屎，遂將石屎拾起放到車上。未幾一名裝修工人從對面大廈走出，有人聲稱在一住宅單位裝修，外牆石屎突然剝落，事件中無人受傷，警員接報到場處理。

## 圖片集

### 新福利時期
- 三菱Rosa
- 三菱Rosa
- 三菱Rosa
- 三菱Rosa

### 澳巴時期
- 五洲龍FDG6751G
- 五洲龍FDG6751G

## 外部連結
- （繁體中文）澳門公共汽車有限公司官方網站 （页面存档备份，存于）